# Jöchi Khasar
Pour l’article homonyme, voir Khazars.
Jotchi Khasar (mongol bitchig :  ᠵᠣᠴᠢ
ᠬᠠᠰᠠᠷ ; cyrillique : Жочи Хасар ; translittération latine : Joči Qasar ou Züchi Khasar parfois appelé plus simplement Khasar ou Qasar, né en 1164 et mort entre 1214 et 1219, est le frère cadet de Gengis Khan et deuxième fils de Yesügei et Hö'elün.

## Biographie
Qasar, enfant, a été banni de la horde (ordo) avec le reste de la famille par le khan Taichud Targhutai Hiriltug. La nourriture était rare et Behter, son demi-frère aîné et l'aîné de tous les fils de feu Yesugei, volait ou gardait de la nourriture à sa mère et à ses frères et sœurs. Hasar et son frère Temüjin tuèrent leur demi-frère Behter alors qu'il revenait d'une nouvelle chasse. Après la défaite de Temüjin à la bataille des sables de Qalaqaldjit (1203), Qasar se perdit et se cacha, avec ses fils et ses partisans, dans la forêt. Temüjin rassembla alors de nouveaux partisans parmi les Mongols, trompa son rival Ong Khan avec un faux message de reddition de son frère disparu Qasar et écrasa les Keraites à la fin de 1203.

### Carrière militaire
Parmi les territoires accordés par le khan, les frères de Gengis Khan, Qasar, Khajiun et Temuge, formèrent l'aile gauche de l'empire mongol à l'extrémité orientale de la Mongolie intérieure, tandis que les trois fils de Gengis Khan, Jochi, Chaghatai et Ögedei, constituèrent l'aile droite. à la limite ouest. L’aile droite a connu une expansion significative vers l’ouest mais l’aile gauche n’avait pas autant de terrain à conquérir.
Qasar a conquis ce qui sera plus tard connu sous le nom de Mandchourie, de Corée et de Mandchourie russe en Russie (au nord de la Corée du Nord).
La mère de Hasar, Hoelun, l'a défendu contre les accusations de déloyauté émanant de Teb Tengri, un chaman. Renforcé par sa mère Hoelun et sa femme Börte, qui considéraient Teb Tengri comme une menace pour la succession dynastique, Gengis permit à Khasar et Temüge de tuer Teb Tengri dans un match de lutte.
Contrairement à l'aile droite où les propriétés étaient divisées à parts égales, Temüge était favorisé par rapport à Khasar et Khachiun dans l'aile gauche. L'ulus de Hasar (le peuple et, secondairement, le territoire) était nettement plus petit que celui de Temüge. Son territoire d'origine était situé à l'ouest des monts Khingan et était entouré par les rivières Ergune et Hailar, ainsi que par le mont Külün. Après la conquête de la Chine, les princes hassrides possédaient respectivement au moins deux territoires supplémentaires dans le Shandong et le Jiangxi.

## Famille

### Epouse et enfants
De son épouse, il eut plusieurs fils:
- Yegu, (né v.1185 - décédé v.1250), père de Tachar
  - Ayaga Abugan, (v.1210 - ?);
- Yesunge, (né v.1185 - décédé v.1265), Entre 1257 et 1260, il accompagna Monkh Khan et dirigea une armée pour lutter contre les Song;
- Tuhu (né v.1190), aussi appeler Toqu;
- Baatar (né v.1190)
- Halarju (né v.1195)[1]